# Teodor Sofià
Teodor Sofià (Theodoros Sophianus) fou un escriptor romà d'Orient que va escriure sobre astronomia i música.
Podria ser un nebot de patriarca Gennadi II de Constantinoble i vivia el 1457. L'oració fúnebre que li va pronunciar el seu oncle porta el títol de Ἐπιτάφιος τῷ μακαρίῳ Θεοδώρῳ τῷ Σοφιανῷ ἐν τῇ ἱερᾷ μονῇ Βατοπεδίου ταφέντι, ὒν εἶπεν ἐξ ὑπογυίου ὁ θεῖος αὐτοῦ Γεννάδιος μοναχὸς ἐν τῷ ταφίῳ, σεπτῷ κη, ςϟξέ Oratio funebris beati Theodori Sophiani, in Sacro Monasterio Batopedii sepulti, quam extempore pronuntiarit avunculus ejus Gennadius monachus ad sepulcrum. 28 Septembris, anno 6965. (1457).
Podria ser l'autor de la Sophiani Epistola ad Archiepiscopum Philadelphiensem.